# Scatopsciara trispina
Scatopsciara trispina är en tvåvingeart som beskrevs av Zhang 1991. Scatopsciara trispina ingår i släktet Scatopsciara och familjen sorgmyggor.
Artens utbredningsområde är Nei Mongol (Kina). Inga underarter finns listade i Catalogue of Life.